# محمدحسین اعتمادی عبدی‌آبادی
محمدحسین اعتمادی عبدی‌آبادی سیاست‌مدار ایرانی بود، که در  دوره بیستم ،  دوره بیست و یکم ،  دوره بیست و دوم ،  دوره بیست و سوم  و  دوره بیست و چهارم  بعنوان نماینده بیرجند و قائنات در مجلس شورای ملی حضور داشت.